# Alice Habsburg
Alice Elisabeth Habsburg, på polska: Alicja Elżbieta Ankarcrona, född Ankarcrona 18 december 1889 i Hölö, död 26 november 1985 i Stockholm, var en svenskfödd prinsessa och medlem av polska motståndsarmén under andra världskriget.
Om sina upplevelser skrev Habsburg den självbiografiska skildringen Prinsessa och partisan, tillsammans med Elsa Björkman-Goldschmidt.

## Uppväxt och första äktenskap

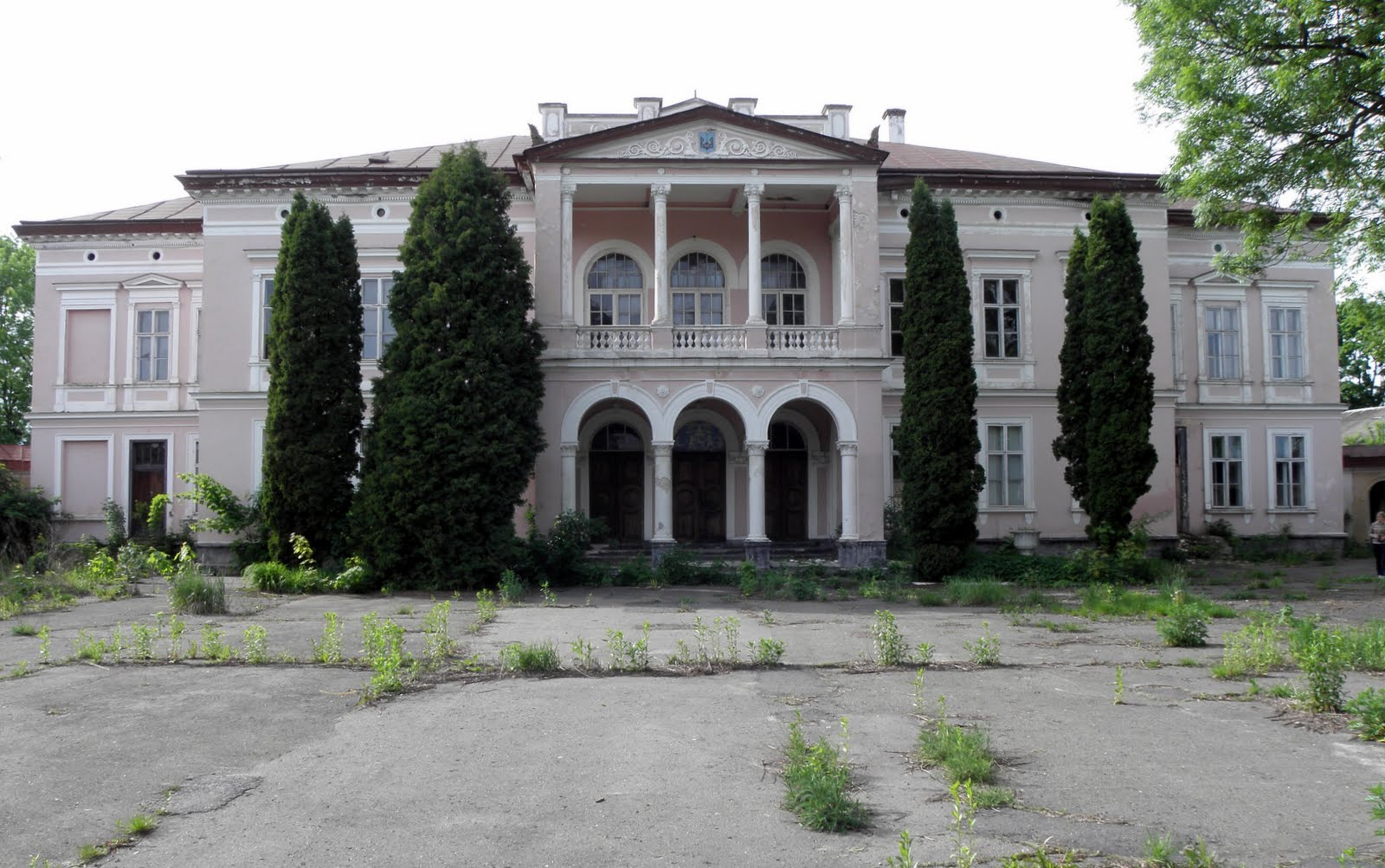
Badenipalatset i Busk (dagens Ukraina), där Alice Habsburg tillbringade tid under såväl det polsk – ukrainska som det polsk-sovjetiska kriget.

Habsburg föddes 1889 i Hölö. Hon var dotter till Oscar Carl Gustav Ankarcrona och Anna Elisabeth Aurora Carleson. Hon växte upp i Sverige. År 1911 gifte hon sig med greven Ludwig Badeni, en diplomat som arbetade vid den österrikisk-ungerska legationen i Stockholm. Under deras förlovning konverterade hon till katolicismen. De flyttade först tillsammans till Bryssel, där de lärde känna den europeiska aristokratin. Paret fick en son, Kasimir Badeni, född 1912. Strax efter att sonen föddes började Ludwig Badeni lida av psykisk sjukdom och han fördes till ett mentalsjukhus. Han dog 1916.
Sonen Kasimir ärvde faderns herrgård och gods i Busk i dagens Ukraina. Alice chockerades av fattigdomen i österrikiska Galizien och sålde merparten av sina smycken för att kunna finansiera välfärd och ekonomiska förbättringar av sina egendomar i Busk. I slutet av första världskriget var hon i Wien. Medan det österrikisk-ungerska imperiet sönderföll fick hon samtidigt erfara det polsk-ukrainska kriget, såg slaget vid Lwów, där hon imponerades av Orlęta lwowskie, "Lwows örnungar", ungdomar som försvarade staden. Därefter återförenades hon med sin son i Busk, som hade plundrats av kosacker och ukrainska bönder.

## Livet i Polen

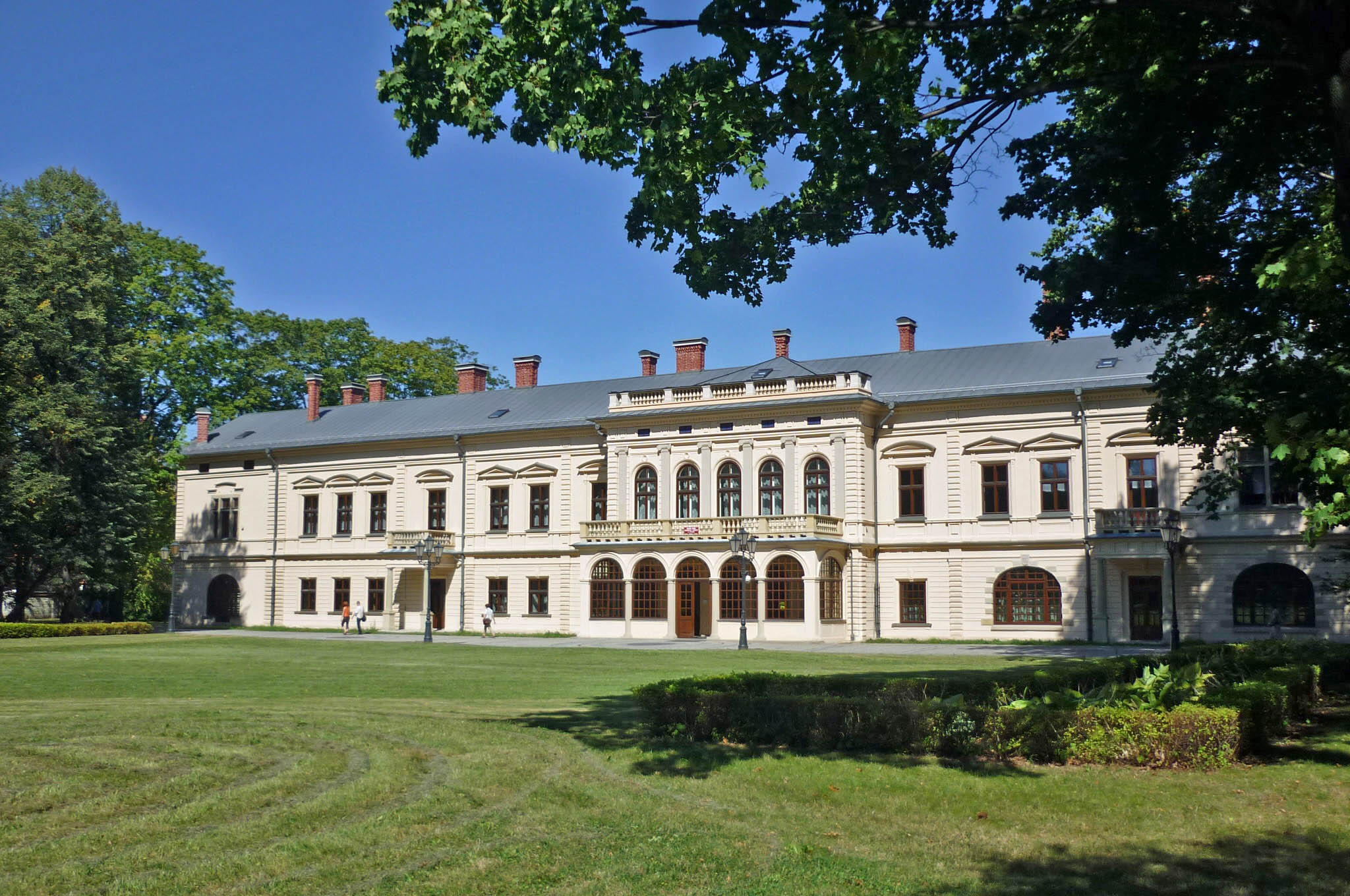
Habsburgs palats i Żywiec, Polen, där Alice Habsburg bodde mellan krigen och under en stor del av andra världskriget

När konflikten närmade sig sitt slut förlovade sig Alice med ärkehertigen Karl Albrecht från Österrike. Eftersom hennes Busk-egendom hade ödelagts och fortfarande var osäker, tillbringade hon och hennes son en del tid på Karl Albrechts familjegård, det nya palatset i Żywiec, i södra Polen. När det polsk-sovjetiska kriget bröt ut i april 1919 gick Karl Albrecht med i den polska armén och Alice och Kasimir återvände till Busk. Strider pågick runtomkring gården samtidigt som de bodde där.
Den 18 november 1920 gifte sig Alice med Karl Albrecht i slottkapellet i Żywiec, och strax därefter bosatte paret sig på gården, där de bodde tillsammans med Karl Albrechts föräldrar, ärkehertigen Karl Stefan av Österrike och ärkehertiginnan Maria Theresa av Österrike, liksom hans bror ärkehertig Leo Karl av Österrike och hans fru Marie-Clothilde de Thuillières. Alice make arbetade med skötseln av gården. Under dessa år tillbringade Alice Habsburg också en del av sin tid och pengar med att förbättra egendomen i Busk.
Paret fick två döttrar, Maria Christina och Renata, och två söner, Karl Stefan (Karol) och Albrecht. Paret gav sina barn en i huvudsak polsk uppfostran, med polska som modersmål. Båda föräldrarna stödde också fullt ut det oberoende Polen. Hennes man stödde polska organisationer och donerade pengar och vapen till den polska armén. Alice Habsburg skulle senare till Gestapo ange sin nationalitet som "polsk". Hon har också sagt att det var självklart att ge sina barn en polsk uppfostran, med tanke på hur landet "hade öppnat sina gränser för oss och gett oss vår egendom tillbaka".

## Andra världskriget
När Nazityskland invaderade Polen 1939 anslöt sig Alice make till den polska armén. Alice stannade kvar på gården i Żywiec. Redan den 3 september nådde tyska soldater gården och började använda den som en barack. Officerare från SS och Gestapo kom efter och förhörde Alice Habsburg för första gången. Alice Habsburg trodde att hennes man och barn var säkra på gården i Busk, men när Sovjetunionen också invaderade Polen lämnade hon Żywiec för att försöka hitta dem.
Så småningom lyckades hennes tre söner fly från landet, Kasimir via Rumänien, och de anslöt sig senare till de polska väpnade styrkorna i väst. Hennes man greps av de nazityska myndigheterna och skickades till fängelse. Både han och hans fru pressades att ge upp sina lojaliteter till Polen och istället gå med eller stödja nazistregimen, men båda vägrade. På grund av detta hölls Karl Albrecht fängslad i Cieszyn fram till december 1941, då han släpptes på grund av hälsoskäl och till följd av ett visst internationellt tryck. Alice Habsburg hade framställt en begäran till den svenska regeringen och Sven Hedin för att arbeta för frisläppandet av sin man och flera kungliga eller tidigare kungliga familjer i Europa hade gjort detsamma.Hon vädjade om hjälp till Sven Hedin, medveten om hans nazistiska sympatier och goda förbindelser med Heinrich Himmler.
En tid efter den tyska invasionen gick Alice Habsburg med i den polska motståndsrörelsen, Związek Walki Zbrojnej (ZWZ, som senare kom att bli till Armia Krajowa ). Vid flera tillfällen bevittnade hon offentliga avrättningar av partisaner. Fram till tidig höst 1940 fick hon fortsätta att bo i godset i Żywiec, men begränsad till ett rum samt under övervakning. Medan hon bodde där bevittnade hon hur palatset plundrades av nazistiska myndigheter. I ett förhör av Gestapo 1942 skulle hon säga att det faktum "att ni har beslagtagit vår privata egendom är något jag fortfarande anser vara en våldshandling och en stor orättvisa" och dessutom att "genom min långa vistelse i Polen nu känner fullständig solidaritet med folket i Polen. Jag omfamnar helt min polska nationalitet och kan bara beundra deras modiga attityd ".
Hennes arbetsuppgifter som medlem i motståndsrörelsen omfattade att leverera meddelanden och agera som kurir, sprida information och lyssna på och sprida nyheter från utlandet, särskilt BBC; samtliga uppgifter som kunde leda till dödsstraff. Hon greps aldrig, även om hon ofta förhördes, och vidhöll att hon trodde att nazismyndigheterna aldrig misstänkte att hon var en aktiv medlem av motståndsrörelsen. Under kriget berättade hon inte för någon utanför motståndsrörelsen om sitt engagemang där, inte ens för sin man eller barn.
Hösten 1940 tvingades hon lämna sitt gods och bosatte sig i Wisła, där hon stod under övervakning. Ändå åtnjöt hon en relativ grad av frihet och lyckades resa till både Berlin och Köln, trots att detta var förbjudet. Hon fortsatte också att fungera som kurir för motståndsrörelsen. I oktober 1942 överfördes Alice Habsburg tillsammans med sin man och deras dotter Renata till ett arbetsläger i Strausberg i Tyskland. Alice vägrade att utföra sina tilldelade uppgifter och uppgav att "även om inget arbete är skamligt, vägrar jag att arbeta för Hitlerregimen"; en handling av olydnad som ändå blev ostraffad. Hon förbjöds uttryckligen att samverka med de polska tvångsarbetarna i lägret. Hennes man, utsläppt från fängelset, fick dock lämna, och då hans hälsa var dålig efter tiden i fängelset, åkte han till ett sjukhus i Wien på sin frus uppmaning. Han återvände till Strausberg för att vara tillsammans med sin familj sommaren 1943. Alice Habsburg stannade i Strausberg till krigsslutet. Hon och hennes man befriades tillsammans med många andra lägerfångar den 10 april 1945 av amerikanska trupper.

## Senare liv
År 1946 tilldelades hon orden Virtuti Militari av den polska regeringen. Den 15 december 1949 tilldelades hon arvstiteln prinsessan av Altenburg av huset Habsburg-Lorraine.

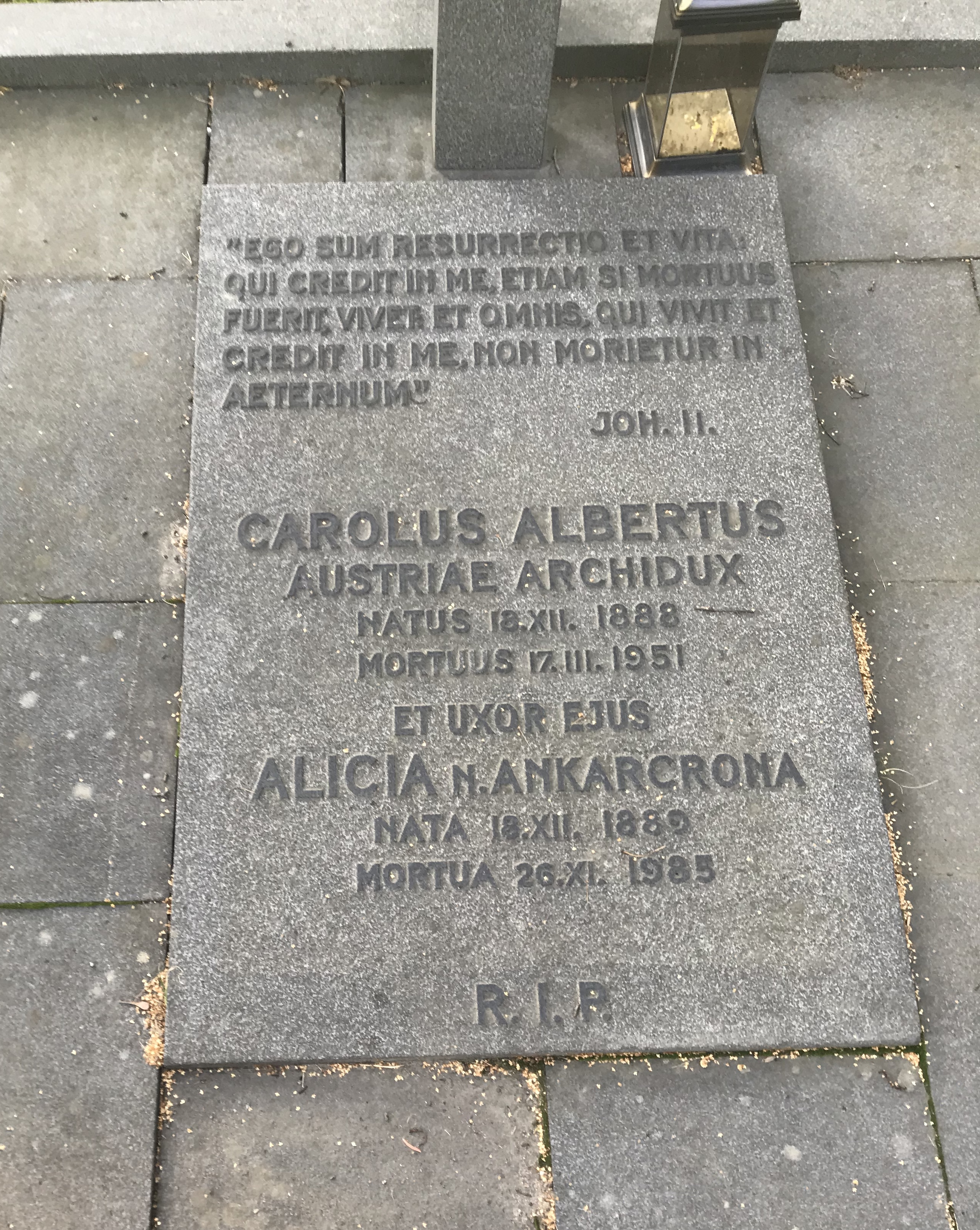
Hennes grav på den romersk-katolska kyrkogården i Stockholm

Den nu kommunistiska regimen i Polen återbördade emellertid inte någon egendom till familjen. År 1946 fick Alice och Karl Albrecht utresetillstånd på grund av Karl Albrechts dåliga hälsa. Något år senare ville Alice förnya sitt polska pass, vilket måste ske i Polen. När hon väl återvänt förvägrades hon nytt utresetillstånd. År 1951 avled maken. Efter att han begravts tog sig Alice med sina döttrar på inofficiell väg ut ur landet och vidare till Stockholm. Ekonomiskt utblottade bosatte de sig i Sverige, hjälpta av Alice svenska släktingar. Hon bosatte sig i Saltsjöbaden i en tvårumslägenhet på andra våningen. Hon dog i Saltsjöbaden 1985 och begravdes på den romersk-katolska kyrkogården i Stockholm.
År 1963 fick hon ett pris på uppdrag av den polska exilregeringen på initiativ av Tadeusz Bór-Komorowski.